# Mischocyttarus metoecus
Mischocyttarus metoecus är en getingart som beskrevs av Richards 1940. Mischocyttarus metoecus ingår i släktet Mischocyttarus och familjen getingar. Inga underarter finns listade i Catalogue of Life.